# Christopher Robanske
Christopher Robanske né le 30 décembre 1989 à Calgary, est un snowbordeur canadien spécialiste de snowboardcross.
Actif depuis 2005, il remporte en février 2013 à Blue Mountain sa première victoire en Coupe du monde. 

## Palmarès
- Jeux olympiques d'hiver
  - 17e en snowboardcross à Sotchi en 2014

- Coupe du monde
  - Meilleur classement en cross : 3e en 2014.
  - 5 podiums dont 2 victoire.